# 25240 Qiansanqiang
25240 Qiansanqiang este un asteroid din centura principală de asteroizi.

## Descriere
25240 Qiansanqiang este un asteroid din centura principală de asteroizi. A fost descoperit pe 16 octombrie 1998 la Xinglong în cadrul programului Beijing Schmidt CCD Asteroid Program. Asteroidul prezintă o orbită caracterizată de o semiaxă mare de 2,79 ua, o excentricitate de 0,09 și o înclinație de 3,3° în raport cu ecliptica.